# Szendrey Mihály (színigazgató)
Szendrey Mihály, eredetileg Strassznoff (Mátészalka, 1866. március 26. – Budapest, 1956. október 7.) magyar színész, színházigazgató, színműíró, emlékiratíró. A legendás szélhámosnak, Strassznov (Strassnoff, Strassznof, Strasznov) Ignácnak testvérbátyja, Szendrey Mihály édesapja.

## Élete
1866-ban született Mátészalkán, kispolgári családban, apja Strassnof Mór, anyja Goldstein Róza volt, vallása izraelita.  A család 1902-ben vette fel a Szendrey nevet, csak az öccse Ignác maradt a réginél. A Színművészeti Akadémiára járt, ahol Csiky Gergely tanítványa volt. 1886-ban a Színiakadémia elvégzése után Székesfehérváron lépett a színpadra. 1899-ben a Kassai színháznál lett igazgató. 1903-1905 közötti években a Fiume-Pozsony-Sopron színpadait járta társulatával. 1905-ben került Aradra mint titkár, majd mint igazgató. Kialakította társulatának opera-, operett- és dráma-részlegét. Aradon ülte meg 25 éves jubileumát 1911. november 30-án, és itt érte meg színpadra lépésének 40. évfordulóját is 1926. január 27-én, ez alkalomból Molnár Ferenc Hattyújában Jácint pap szerepében lépett a közönség elé. Több évig volt az Országos színészegyesület tanácsosa. Arad után 1940-ig Erdély más városaiban; Marosvásárhelyen, Nagyszebenen, Szatmárban, Temesváron és Nagyváradon is volt igazgató.
János atya címmel maga is írt színdarabot, s megírta színházi emlékeit is (Ötven év a színészetből. Arad, 1932).
Szendrey Mihály az Országos Színészegyesületnek is tanácsosa volt. Halála előtti utolsó éveit a Jászai Mari Színészotthonban töltötte. 1956. október 7-én Budapesten érte a halál.